# الزوراء (جريدة)
زوراء هي صحيفة عراقية أسبوعية تصدر باللغة العربية. أسست في بغداد عام 1869م.حاليا هي الصحيفة الناطقة بلسان نقابة الصحفيين العراقيين.

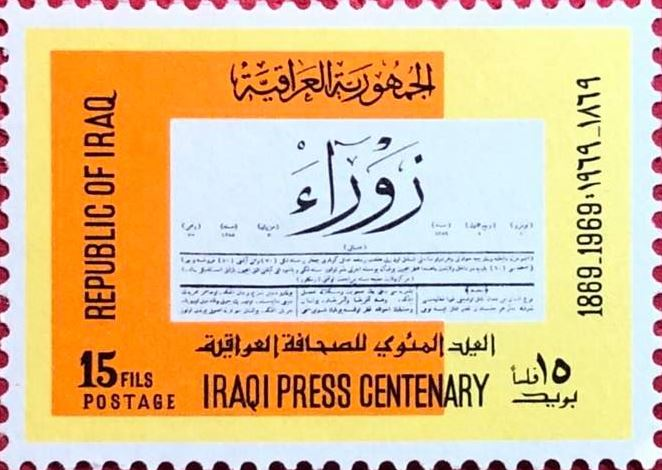
طابع بريدي عراقي فئة 15 فلساً صدر عام 1969 بمناسبة العيد المئوي للصحافة العراقية، وذكرى تأسيس (الزوراء) أول صحيفة عراقية عام 1869.

صدرت جريدة الزوراء العراقية، وهي أول جريدة تصدر في بغداد على يد مؤسسها الوالي مدحت باشا في 15 حزيران 1869م، بالرغم من أن الباحث رزوق عيسى ذكر أن جريدة (جورنال العراق) قد صدرت قبلها. ومدحت باشا كان قد جلب لها مطبعة من باريس عام 1869، أسماها (مطبعة الولاية). فكانت المطبعة والجريدة صنوين لعمل واحد. صدرت الزوراء ومنذ عددها الأول باللغتين العربية والتركية وبالحجم المتوسط، بثماني صفحات، ثم بأربع صفحات، حتى عام 1908 م. واستمرت الزوراء بالظهور دون توقف زهاء ثمانية وأربعين عاماً، وقد ساهم في تحريرها كثيرون منهم: أحمد عزت الفاروقي، وطه الشواف، ومحمود شكري الآلوسي، وفهمي المدرس، وعبد المجيد الشاوي، وجميل صدقي الزهاوي.
ومع جريدة الزوراء، صدرت صحيفتان رسميتان، تأسست الأولى في الموصل وسميت بـ(الموصل) والثانية التي صدرت في البصرة فإنها أخذت كزميلتها اسم المدينة اسما لها فسميت بجريدة (البصرة) تأسست الأولى بعد تأسيس الزوراء ومطبعة الولاية في بغداد، وذلك في عام 1875، وصدرت باللغتين أيضا. لكنها وبعد احتلال القوات البريطانية للموصل عام 1918، ما فتئت أن تحولت إلى لسان حال السلطات البريطانية فترة من الزمن، أما جريدة (البصرة) فقد حصلت على امتياز صدورها في البصرة عام 1889 على يد جلبي زادة محمد علي، الذي كان يومذاك رئيسا لكتاب دائرة الأملاك السنية في البصرة. على غرار جريدة الزوراء البغدادية، صدرت صحيفتا (الموصل) و(البصرة) اللتان حملتا اسمي مدينتيهما فكما أن الأخيرة لم تصبح رسمية محضة على نحو ما كانت عليه سابقتاها. غير أنه من المفيد ذكره أن اعتماد حكومة السلطنة على (الزوراء) كان مرتبطا ومؤشرا على أهمية هذه الصحيفة ولكونها إحدى أهم وسائل اعلام الحكومة العثمانية في العراق على غرار ما حدث في سوريا. مع ما كان لها من هامش الحرية والمجاهرة بالحق طوال حكم مدحت باشا. إلا أنه بعد مغادرة الأخير منصب الولاية عام 1874، وتضييق نطاق هذا الهامش من الحرية فقد غدت المصانعة ديدنها، وابتعد عنها كتابها المجيدون فأصبحت أعدادها إلى يوم سقوط بغداد في 1917/3/11 عبارة عن جعال (واحدتها جعالة): خرقة ينزل بها قدر الطعام) لا غير. بل انحطت دركات عندما أصبحت جريدة تركية العبارة ليس فيها ما يهم الناس قراءته. لعل أهم أسباب هذا التدهور، يعود إلى الحد من حرية النشر وتقييده. هذا التقييد الذي ظل ساريا كلما تقدم الاعلام بحكم السلطان عبد الحميد، حتى أفضى الحال إلى إعلان الدستور سنة 1908. عندئذ صدر قانون جديد سمح بموجبه لصدور صحف غير حكومية في العراق. ليس بالوسع تسميتها صحف أهلية بالمعنى الدقيق رغم ما عبرت عنه صحف قليلة ضلت هذه الجريده إلى الآن رغم اختلاف سياستها تماشيا مع الأوضاع السياسية في العراق لكنها تعبر عن لسان نقابة الصحفيين العراقيين.